# Wimbledon Championships 2009/Damendoppel-Rollstuhl
Das Damendoppel (Rollstuhl) der Wimbledon Championships 2009 war ein Rollstuhltenniswettbewerb in London und fand vom 3. bis zum 5. Juli statt.
Es war die erste Austragung des Rollstuhl-Damendoppels bei den Wimbledon Championships.

## Setzliste
| Nr. | Paarung                             | Erreichte Runde |
| --- | ----------------------------------- | --------------- |
| 01. | Korie Homan Esther Vergeer          | Sieg            |
| 02. | Florence Gravellier Jiske Griffioen | Halbfinale      |

## Hauptrunde
Zeichenerklärung
- Q = Qualifikant
- WC = Wildcard
- LL = Lucky Loser
- ITF = qualifiziert über ITF-Ranking
- ALT = alternate (Ersatz)
- PR = Protected Ranking
- SE = Special Exempt
- r = retired (Aufgabe)
- d = Disqualifikation
- w.o. = walkover
- [ ] = Match-Tie-Break

|  | Halbfinale | Halbfinale                          | Halbfinale | Halbfinale | Halbfinale |  |  | Finale | Finale                      | Finale | Finale | Finale |
|  |            |                                     |            |            |            |  |  |        |                             |        |        |        |
|  |            |                                     |            |            |            |  |  |        |                             |        |        |        |
|  | 1          | Korie Homan Esther Vergeer          | 6          | 6          |            |  |  |        |                             |        |        |        |
|  |            | Katharina Krüger Sharon Walraven    | 0          | 0          |            |  |  |        |                             |        |        |        |
|  |            |                                     |            |            |            |  |  | 1      | Korie Homan Esther Vergeer  | 6      | 6      |        |
|  |            |                                     |            |            |            |  |  |        | Daniela Di Toro Lucy Shuker | 1      | 3      |        |
|  |            | Daniela Di Toro Lucy Shuker         | 6          | 6          |            |  |  |        |                             |        |        |        |
|  | 2          | Florence Gravellier Jiske Griffioen | 4          | 4          |            |  |  |        |                             |        |        |        |
|  |            |                                     |            |            |            |  |  |        |                             |        |        |        |